# Foreste miste sarmatiche
Le foreste miste sarmatiche sono un'ecoregione dell'ecozona paleartica, definita dal WWF (codice ecoregione: PA0436), che costituisce il limite settentrionale delle foreste temperate in Europa.

## Territorio
È un'ecoregione di foresta temperata che occupa 846.100 km² disposti lungo una fascia che si estende dall'estremità meridionale della Norvegia, passando per il sud della Svezia, l'arcipelago delle Åland, l'estremità sud-occidentale della Finlandia, la totalità di Estonia e Lettonia e la metà settentrionale di Lituania e Bielorussia, fino ai monti Urali, attraverso la zona centrale della Russia europea. Si tratta di una vasta regione dalla vita vegetale ricca e diversificata. Vi è acqua in abbondanza, con oltre 10.000 laghi e circa 20.000 fiumi. Foreste primigenie, prati e zone umide possono essere osservati qui al loro stato originario. Gran parte di questa ecoregione è stata convertita dall'uomo in terreni agricoli, specialmente nei Paesi ex comunisti, ma vaste aree di foresta sono tuttora intatte. Lungo il litorale si possono trovare coste rocciose, fiordi, falesie e vallate glaciali. Le aree interne sono più estese e ospitano foreste miste di latifoglie e conifere.

## Flora
Estesa dalla Norvegia occidentale alla Russia, questa ecoregione ricca d'acqua costituisce una zona di transizione tra la taiga boreale a nord e le foreste di latifoglie a sud. Specie di pini (Pinus spp.) e querce (Quercus spp.) dominano queste foreste, assieme a piante di nocciolo (Corylus avellana), lampone (Rubus idaeus), falsa ortica gialla (Lamium galeobdolon) e asperula (Galium odoratum). Il parco nazionale di Belovezhskaya Pushcha, situato entro i confini di questa ecoregione, costituisce un sistema ecologico unico nel suo genere, dove piante e animali eliminati da altre parti d'Europa sopravvivono tuttora. Il bisonte europeo (Bison bonasus) venne reintrodotto qui dopo essere scomparso allo stato selvatico nel 1919.

## Fauna
Alcune dozzine di Important Bird and Biodiversity Area, come le paludi di Stakhovski in Russia e le zone umide di Alam-Pedja in Estonia, ospitano il falco pescatore occidentale (Pandion haliaetus), l'aquila di mare (Haliaeetus albicilla), la gru (Grus grus) e numerosi uccelli canori. Tra le specie più minacciate dell'ecoregione vi sono il chiurlo maggiore (Numenius arquata) e la gru siberiana (Grus leucogeranus), nonché il bisonte europeo (Bison bonasus), il visone europeo (Mustela lutreola), la rana di Lessona (Pelophylax lessonae) e la rana arvale (Rana arvalis). Queste due specie minacciate di rana vivono solamente qui e in poche altre zone, e sono vulnerabili all'inquinamento idrico e alle piogge acide.

## Conservazione

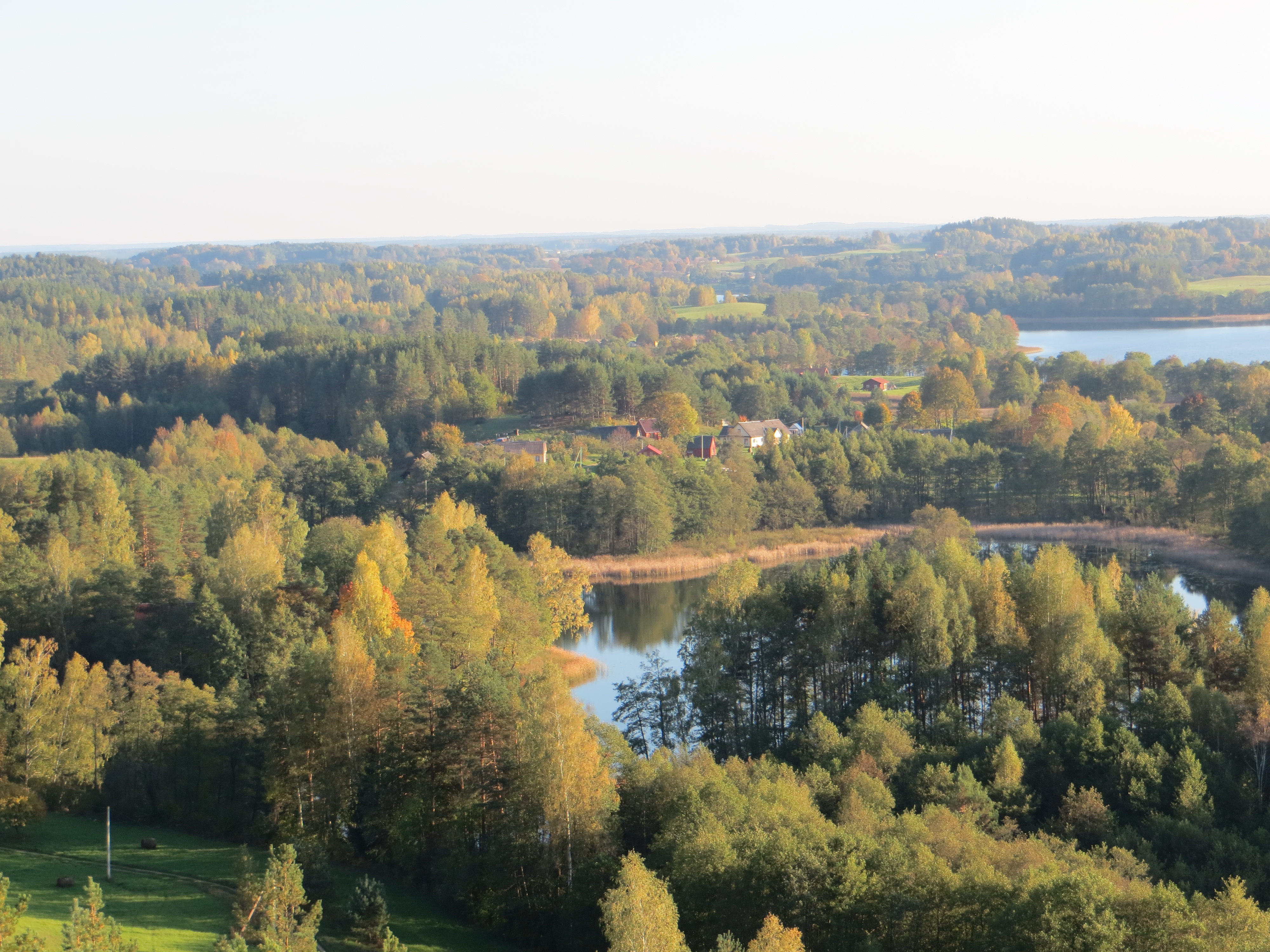
Panorama nel parco nazionale dell'Aukštaitija, Lituania

L'inquinamento, conseguenza dello sviluppo industriale, minaccia gli habitat di questa ecoregione. L'agricoltura, l'espansione urbana, l'industria del legname, la caccia e la costruzione di strade costituiscono ulteriori problemi. L'ambiente continua a subire le conseguenze del disastro avvenuto nel 1986 alla centrale nucleare di Chernobyl, durante il quale sono state rilasciate sostanze chimiche radioattive nell'ambiente in Ucraina. Quasi un quarto di questo territorio è ancora contaminato.